# Лишак, Кальман
Кальман Лишак (венг. Lissák Kálmán; 13 января 1908, Сентеш (по другим данным — Будапешт), Австро-Венгрия — 23 июня (или 22 июня) 1982, Дьёр, Венгрия) — венгерский физиолог, член Венгерской академии наук (1966—1982), ученик В. Стефана.

## Биография
Родился Кальман Лишак 13 января 1908 года в Сентеше (по другим данным — в Будапеште). Окончил медицинский факультет Будапештского университета. С 1933 по 1943 год работал в институте физиологии при одноимённом университете в Дебрецене, при этом с 1941 года он занимал должность профессора. С 1946 года до конца жизни он работал в институте физиологии при одноимённом университете в Пече, при этом с 1947 по 1949 год он занимал должность ректора. C 1946 по 1947, с 1950 по 1951 и с 1956 по 1957 года он занимал должность декана медицинского факультета. В 1969 году в институте физиологии в Пече были открыты несколько крупнейших научно-исследовательских групп, и Кальман Лишак до 1978 года вынужден был контролировать научно-практический семинар.
Скончался Кальман Лишак 23 июня (по другим данным — 22 июня) 1982 года в Дьёре.

## Научные работы
Основные научные работы посвящены нейрофизиологии.
- Детально изучил адренэнерческие нейроны ЦНС.
- Исследовал нейрофизиологические и нейроэндокринные механизмы регуляции поведенческих реакций животных.

## Членство в обществах
- Вице-президент Международного союза физиологических наук (1968—1974).
- Почётный член Всесоюзного физиологического общества имени И. П. Павлова (1970—1982).
- Почётный член Чехословацкого медицинского общества имени Я. Пуркине (1967—1982).
- Президент физиологического и электроэнцефалографического обществ Венгрии.
- Член Германской академии естествоиспытателей Леопольдина (1967—1982).
- Член многих других научных обществ.

## Награды и премии
- 1974 — Премия имени Кошута (ВНР).